# Selenops amona
Selenops amona là một loài nhện trong họ Selenopidae.
De spin có ở Puerto Rico, met name op het eiland Mona.
Loài này thuộc chi Selenops. Selenops amona được Sarah C. Crews miêu tả năm 2011.